# 大原ゆりあ
大原 ゆりあ（おおはら ゆりあ、1999年3月30日 - ）は、日本のAV女優。

## 略歴・人物
2019年9月、E-BODYからAVデビュー。
趣味・特技はバトン。

## 出演作品

### アダルトDVD
2019年
- 某有名週刊誌からグラビアオファーが殺到した逸材!スレンダー界の新星!新人グラドル大原ゆりあ まさかのAV転身デビュー（9月13日、E-BODY）
- 故障エレベーター2人密室ナマ中出し 細くて巨乳な女学生が汗ばみムラムラ大爆発した中年オヤジが10発射精の絶倫性交 大原ゆりあ（12月13日、E-BODY）
- この人の身体に初めて触れ、秘めていた感情を抑えることが出来なかった放課後（12月13日、ヒメゴト）

2020年
- 美顔!美巨乳!美くびれ!日本女性の2％以下しか存在しない3美1体 奇跡のオンナ50人8時間（1月13日、E-BODY）
- イッた直後に激突き再開する巨乳限定乳痙攣イキBEST 追撃ピストン60本番8時間（1月13日、E-BODY）
- 嵐の夜に漫画喫茶カップルシートで彼女の親友（巨乳）と相部屋で始発待ち 濡れた肌が密着する極小スペースに興奮したボクらは朝まで、むさぼり性交が止まらない 大原ゆりあ（1月13日、E-BODY）
- 彼女がそばにいるにも関わらずパン染み作って、たわわなおっぱいを見せつけ誘惑してくる小悪魔な彼女の妹（1月17日、プレステージ）
- 【失神娘】敏感体質の極細クビレ娘がガンイキまくり脳みそバグって失神セックス! 大原ゆりあ（1月19日、チキチキカマー/妄想族）
- E-BODYプレミアムBEST 2019全70タイトル全部入り12時間（2月13日、E-BODY）
- 下卑たヤカラ達の性欲処理人形に堕ちた美乳女子大生 大原ゆりあ（2月13日、オーロラプロジェクト・アネックス）
- リピーター続出!!美少女制服イメクラ中出し本番サービス（2月14日、BAZOOKA）
- 【配信専用】美少女の綺麗な顔に跨って征服感最高潮!馬乗りズボズボフェラさせ顔面ドロドロぶっかけ大量発射!2（2月21日、プレステージ）
- 最高の愛人、濃密な中出し性交 File.5 極上スレンダー美乳&美尻 大原ゆりあ（3月6日、h.m.p）
- E-BODY史上最大ボリューム中出し作品 美しき女体内部に大量発射! 真正中出し224発8時間（3月13日、E-BODY）
- いっぱいシコシコしてね。カメラ目線でオナニーをサポートしてくれる奉仕型女子（3月25日、SEX Agent/妄想族）
- おっぱいで超誘惑してくる新人セクキャバ嬢 大原ゆりあ（4月7日、unfinished）
- 【配信専用】イキたいの?まだダメっ!!寸止め焦らしオイル手コキ2（4月17日、プレステージ）
- 互いの性器を舐め合うベロベロクンニフェラチオ～溢れ出る淫汁に悦ぶ男根の行く末～（4月25日、SEX Agent/妄想族）
- 今からこの変態願望のある女をメチャクチャに犯します。 大原ゆりあ（5月1日、h.m.p）
- 日本人では珍しい色素の薄い色白ボディだけ50人 奇跡の純白美巨乳8時間オール本番スペシャル（5月13日、E-BODY）
- 子宮急降下! イキまくり女が子種欲しがり中出し懇願する最高のセックス 8時間（5月19日、ROOKIE）
- 【アヘイキ失神】大原ゆりあちゃんにお酒を飲ませたら超絶敏感体質でアヘイキ失神!鬼シコ動画をどぞっ!（5月19日、チキチキカマー/妄想族）
- 見た目は子供、身体は超ボインなレア娘大集結 奇跡の巨乳ロ●ータちゃん51名8時間オール本番ベストその2（6月13日、E-BODY）
- 濃厚中出し性交 エッチなスイッチが入ると乱れまくる超恥ずかしがり屋さん 大原ゆりあ（6月16日、マキシング）
- ￥光そっちのけで生ハメに溺れる放課後（6月25日、ホームルーム/妄想族）
- 乳フェチに贈るおっぱい躍動アングル!!美巨乳ボディ限定パイ揺れ暴走ピストン60人8時間（7月13日、E-BODY）
- 美しいカラダ。形良し大きさ良し乳首良し!! これぞまさに神乳 8時間（7月19日、ROOKIE）
- 禁断介護 大原ゆりあ（7月23日、グローリークエスト）
- 射精寸前! やっぱり最後は中出し ドピュドピュ128連発 8時間（8月19日）
- 串刺しバイブ4時間15連発（8月28日、クリスタル映像）
- 見せたがり露出日記 大原ゆりあ（9月7日、山と空/妄想族）
- ド迫力巨乳! キレッキレのスレンダー! 肉厚デカ尻！ 男が大好きな最高にいいカラダ!! 全38タイトル E-BODY 2020上半期 全作コンプリート8時間 豪華BEST（9月13日、E-BODY）
- 「この発育の良いガキを孕ませたい」ボタン弾ける制服巨乳少女に濃厚な中出し性交BEST 膣内射精43発（9月13日、E-BODY）
- 発射寸前! 我慢汁垂れ流しの気持ちいいフェラチオ160連射8時間（RBB-189）（9月19日、ROOKIE）
- 密着ベロちゅう 淫乱症の私とキスまみれ青姦デートして 大原ゆりあ（10月7日、山と空/妄想族）
- 究極美乳ベスト神の乳房130人8時間（10月13日、E-BODY）
- 弾む乳房!波打つ尻肉!美しきクビレ女体ガン反りアクメ立ちバック54人8時間（10月13日、E-BODY）
- BAZOOKA つるつるパイパンオマ●コの風俗嬢に絶対中出し BEST!!4時間（10月23日、BAZOOKA）
- 素人娘、膣内射精。（11月13日、バルタン）
- オーロラプロジェクトダイジェスト 冬の48連射＋7発 2019.12月～2020.5月（12月13日、オーロラプロジェクト・アネックス）

2021年
- 素股でマ○コにチ○ポを擦られてたら気持ち良すぎて思わず挿入!本番禁止のはずなのに生中出しされちゃったデリヘル嬢（1月7日、グローリークエスト）
- 100人に1人の美顔に100人に1人のFcup以上おっぱい 天に二物を与えられた1万人に1人の5つ星女優50名 パーフェクトBEST 8時間（1月13日、E-BODY）
- 無理矢理されたい犯して欲しい…本当は淫れたい女たちのドスケベ本性曝け出しSEX16時間100人（1月13日、セレブの友）
- E-BODYプレミアムBEST 2020全75タイトル全部入り12時間（2月13日、E-BODY）
- 最高にシコい女体をハメながら最高の中出し射精―。誰もがヤリたいグラマラスボディに大量真正中出し136発8時間（3月13日、E-BODY）
- リピーター続出!!美少女制服イメクラ中出し本番サービス（3月19日、BAZOOKA）
- CRYSTAL THE BEST 8時間 2020 上半期（4月13日、クリスタル映像）

### VR
2019年
- AV初撮り体験VR!アナタが初めてHする相手に!恥じらう姿をじっくり眺める初脱ぎ。好き放題揉んでさぐる性感チェック。じっくりフェラチオ、パイズリさせて… 超敏感な大原ゆりあちゃんをひたすら追撃ピストンでイカせ続けて中出し!!（11月19日、ワンズファクトリー）

2020年
- イキすぎる早漏女～拘束されて何度も絶頂して失神寸前～大原ゆりあ（3月6日、CASANOVA）
- 寝ている姉は無防備すぎるから手を出したくなる気持ちもわかる。生中出しするのも当然の結末。大原ゆりあ（3月20日、CASANOVA）
- 大原ゆりあ 美脚×競泳水着×パンスト眼鏡 VR（3月26日、CRYSTAL VR）
- めちゃ恥ずかしがってるけどチ○ポハメたら腰クイッ!クイッ!ってエロい腰振りしてイキまくるゆりあちゃん【生ハメ】超絶グラインド対面座位とイク時チ○ポをグイングインしゃくり上げる騎乗位と腹筋ビクビクさせて感じまくる覆いかぶさり正常位【中出し】 大原ゆりあ（4月30日、アリスJAPAN）
- 超★絶景オナニーVR 股間ガン見!顔ガン見!アナルガン見!ノーモザイク!カウントダウン!オナニー美女10名130分!（5月21日、CRYSTAL VR）
- 【3Dハメ撮りVR改】逃亡犯にいきなり襲われイラマチオで口内蹂躙!旦那のいない自宅で犯●れ美顔を臭いザーメンで汚された…人妻。 大原ゆりあ（6月4日、こあらVR）
- 超4KHQ 60fps【ローアングル】ムッチリ美脚を包み込む黒パンスト顔騎オナニー ボリュームたっぷり美女16人（9月3日、こあらVR）
- 中出し寸前の一番気持ちいい生ピストン67連発305分【対面座位/騎乗位/正常位】SEXで最も気持ちいい瞬間を体位ごとにまとめました!!（9月15日、アリスJAPAN）